# Liste de mines au Brésil
Voici une liste de mines situées au Brésil.

## Liste
| numéro | image | nom                            | ressources        | lieu                       | géolocalisation              | propriétaire      |
| ------ | ----- | ------------------------------ | ----------------- | -------------------------- | ---------------------------- | ----------------- |
| 1      |       | mine Paracatu                  |                   |                            |                              |                   |
| 2      |       | mine Chapada                   |                   |                            |                              |                   |
| 3      |       | mine Azul                      |                   |                            |                              |                   |
| 4      |       | mine Jacobina                  |                   |                            |                              |                   |
| 5      |       | mine Currais Novos             |                   |                            |                              |                   |
| 6      |       | Mine de Cana Brava             | amiante           |                            | 13° 31′ 56″ S, 48° 14′ 28″ O |                   |
| 7      |       | mine de Pitinga                | étain             |                            | 0° 45′ 23″ S, 60° 06′ 25″ O  |                   |
| 8      |       | Serra Pelada                   |                   |                            | 5° 56′ 39″ S, 49° 39′ 53″ O  |                   |
| 9      |       | mine Alegria                   | fer               |                            | 20° 09′ 36″ S, 43° 29′ 29″ O |                   |
| 10     |       | mine Rio                       |                   |                            |                              |                   |
| 11     |       | mine de Carajás                |                   |                            | 6° 03′ 31″ S, 50° 10′ 37″ O  |                   |
| 12     |       | S11D                           |                   |                            |                              |                   |
| 13     |       | mine d'or Serra Grande         |                   |                            | 14° 19′ S, 49° 35′ O         |                   |
| 14     |       | mine de Corumbá                | minerai de fer    | Corumbá Mato Grosso do Sul | 19° 10′ 14″ S, 57° 38′ 11″ O | Vale Rio Tinto    |
| 15     |       | mine de Brucutu                |                   | Minas Gerais               | 19° 51′ 30″ S, 43° 22′ 40″ O | Vale              |
| 16     |       | colline Velho[réf. nécessaire] | or argent arsenic | Nova Lima                  | 19° 35′ S, 43° 31′ O         | AngloGold Ashanti |
| 17     |       | mine de Paragominas            | bauxite           | Pará                       | 3° 15′ 49″ S, 47° 44′ 08″ O  | Vale              |
| 18     |       | Mine d'Igarapé Bahia           | or cuivre         | Parauapebas                | 6° 01′ 51″ S, 50° 34′ 05″ O  | Vale              |